# Strzępiak wełenkowy

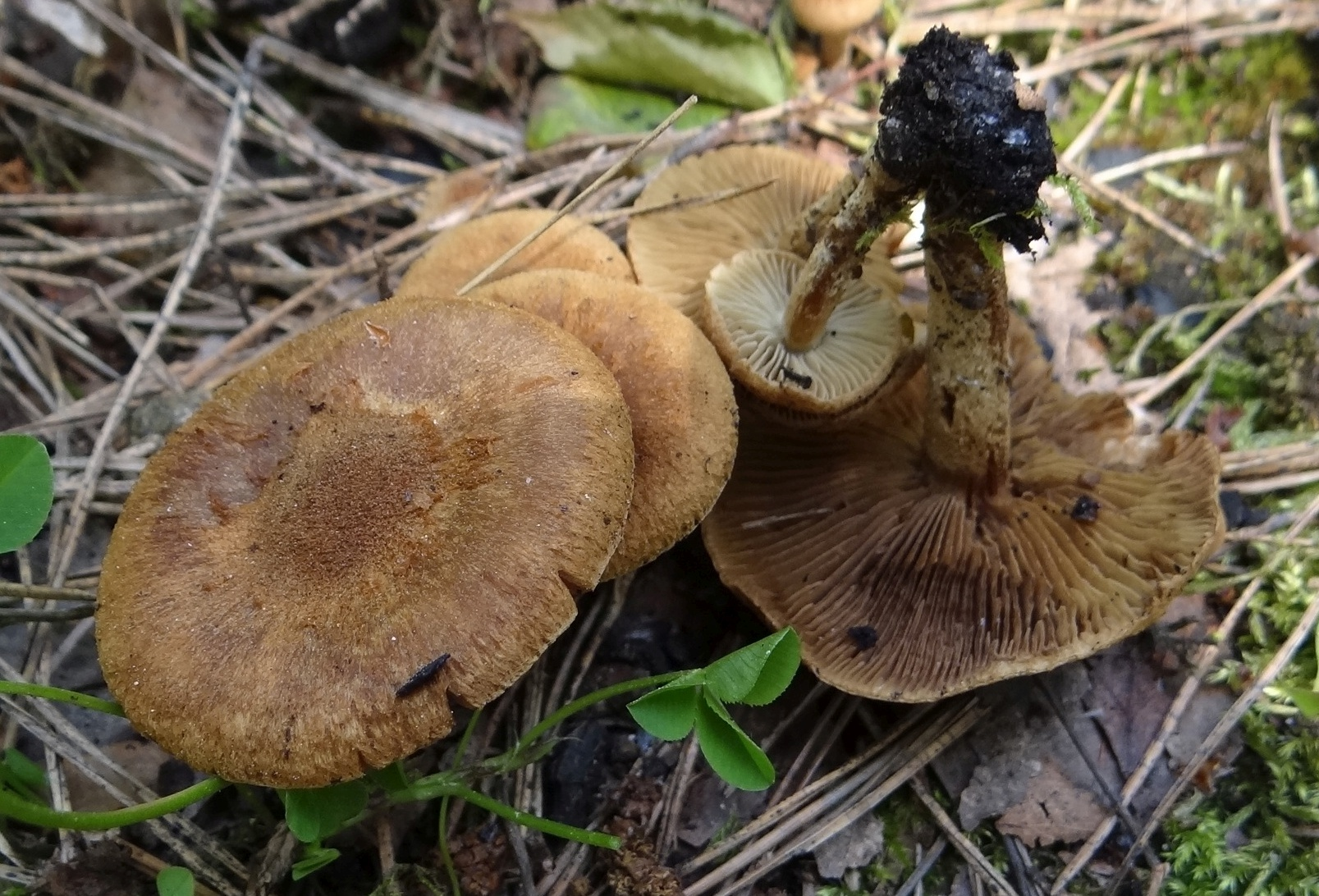

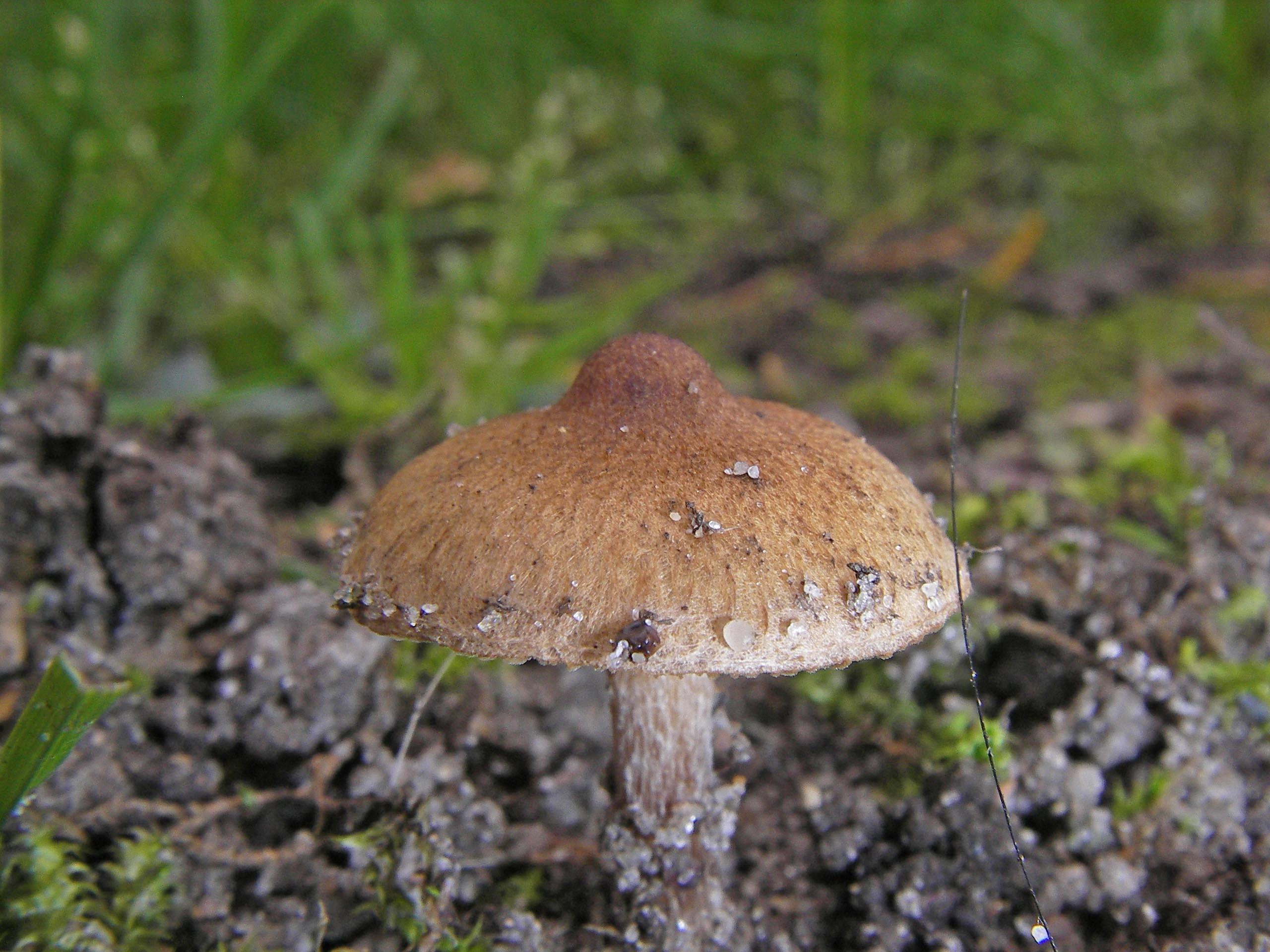

Strzępiak wełenkowy (Inocybe curvipes P. Karst.) – gatunek grzybów należący do rodziny strzępiakowatych (Inocybaceae).

## Systematyka i nazewnictwo
Pozycja w klasyfikacji według Index Fungorum: Inocybe, Inocybaceae, Agaricales, Agaricomycetidae, Agaricomycetes, Agaricomycotina, Basidiomycota, Fungi.
Synonimy:

- Astrosporina boltonii A. Pearson 1943
- Astrosporina lanuginella J. Schröt., in Cohn 1889
- Inocybe boltonii R. Heim 1931
- Inocybe boltonii var. ionipes (Boud.) R. Heim 1931
- Inocybe curvipes f. alba Ferville & Grobelny 2016
- Inocybe curvipes var. globocystis (Velen.) Bon 1998
- Inocybe curvipes var. ionipes (Boud.) Esteve-Rav. & A. Caball., Fungi Non Delineati 2009
- Inocybe globocystis Velen. 1920
- Inocybe globocystis var. turgens R. Heim & Romagn. 1934
- Inocybe ionipes Boud. 1905
- Inocybe lanuginella (J. Schröt.) Konrad & Maubl. 1937
- Inocybe rickenii R. Heim, 1931
- Inocybe rickenii var. ionipes (Boud.) R. Heim 1931
- Inocybe variabillima var. ionipes (Boud.) Enderle & Stangl 1981

Nazwę polską podał Andrzej Nespiak w 1990 r. dla synonimu Inocybe lagulinella.

## Morfologia
Kapelusz
Średnica 2–4 cm, początkowo półkulisty, potem szeroko stożkowaty, zazwyczaj z zaokrąglonym szczytem, czasami (rzadko) z małym garbkiem. Brzeg początkowo podgięty z jasną, szybko zanikającą zasnówką, potem odginający się, zwykle silnie porysowany. Powierzchnia początkowo ochrowa, włóknista, potem brudnobrązowa, włóknisto-łuseczkowata.
Blaszki
Nieco przyrośnięte i zbiegające małym ząbkiem, z blaszeczkami. Początkowo jasnobeżowe, potem płowe, w końcu jasnobrązowe z oliwkowym odcieniem. Ostrza wełnisto orzęsione.
Trzon
Wysokość zwykle 3–4 cm, grubość 0,3–0,8 cm, walcowaty, nieco rozszerzający się ku podstawie, czasem wygięty. Na szczycie jest jasnopłowy, na środku i w dolnej części brązowy i pokryty delikatnymi włókienkami.
Miąższ
O barwie od białej do barwy jasnego drewna z cienką a warstewką nad blaszkami, tylko w podstawie trzonu nieco brązowy. Zapach pylisto-ziemny, kwaskowaty.
Cechy mikroskopowe
Zarodniki z nielicznymi guzkami, 8–12 × 5–7 µm. Podstawki o wymiarach 30–35 × 8–11 µm. Cheilocystydy i pleurocystydy 40–60(–70) × 15–22(–30) µm, często nabrzmiałe, czasami o szczycie wyciągniętym w dzióbek, cienkościenne.

## Występowanie i siedlisko
Znane jest występowanie strzępiaka wełenkowego w Europie, Ameryce Północnej, Australii i na Nowej Zelandii. W piśmiennictwie naukowym na terenie Polski do 2003 r. podano co najmniej 10 stanowisk. Nie jest rzadki, ale są trudności z jego odróżnieniem od innych gatunków strzępiaków.
Grzyb mikoryzowy. Występuje na ziemi w różnego typu lasach, zwłaszcza pod świerkami, brzozami, olchami, i wierzbami, spotykany także w parkach a nawet na hałdach kopalnianych. Owocniki zazwyczaj od czerwca do października.